# Tvøroyri
Tvøroyri (dánul: Tverå) Feröer Suðuroy nevű szigetének második legnagyobb települése, amely azonban fekvésénél fogva a sziget központjának számít.

## Földrajz
A település Suðuroy keleti partján, a Trongisvágsfjørður északi oldalán fekszik. Közigazgatásilag Tvøroyri község székhelye és legnépesebb települése.

## Történelem
A települést 1836-ban alapították. 1836 és 1856 között itt működött a királyi kereskedelmi monopólium egyik lerakata. A település is ennek a lerakatnak köszönheti alapítását.

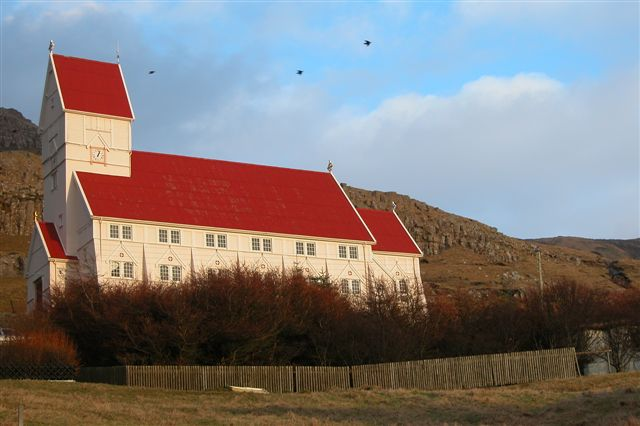
Tvøroyri temploma

A település fölé magasodó templom messziről látható. Viggo Bertram koppenhágai építész tervezte. 1907-ben Norvégiában készítették, majd darabokban szállították mai helyére, ahol felépítették és 1908-ban felszentelték. A régi, 1856-ban épült templomot Sandvíkba vitték át.

## Népesség
| Év              | Lakosság |
| --------------- | -------- |
| 1986. január 1. | 1413     |
| 1991. január 1. | 1389     |
| 1996. január 1. | 1167     |
| 2001. január 1. | 1156     |
| 2006. január 1. | 1155     |

## Gazdaság
Tvøroyrinek van egy nagy halfiléző üzeme, amely 1975-ben kezdte meg a termelést.

## Közlekedés
A tórshavni komp a sziget másik oldalán fekvő Drelnesnél köt ki, így az út a fővárosba két órát vesz igénybe. Drelnesből autóbusszal közelíthető meg Tvøroyri és a többi település.
Tvøroyriból közúton kelet felé közelíthető meg Froðba, nyugat felé pedig – Trongisváguron keresztül – a többi település. A 700-as busz innen indul dél felé Vágur és Sumba irányába, a 701-es pedig dél felé Fámjin, észak felé Hvalba és Sandvík irányába közlekedik.
A településen található egy Statoil benzinkút.

## Turizmus

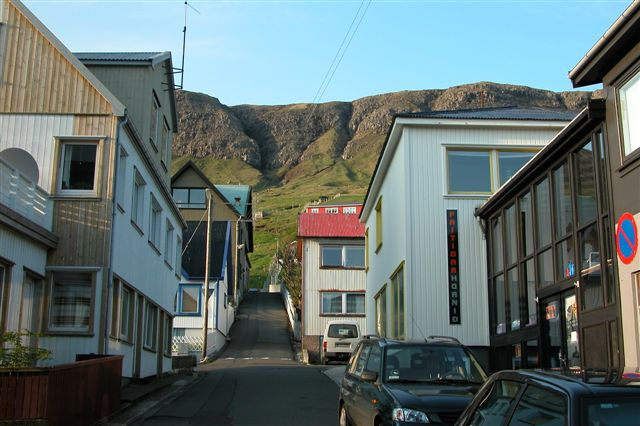
Utcakép

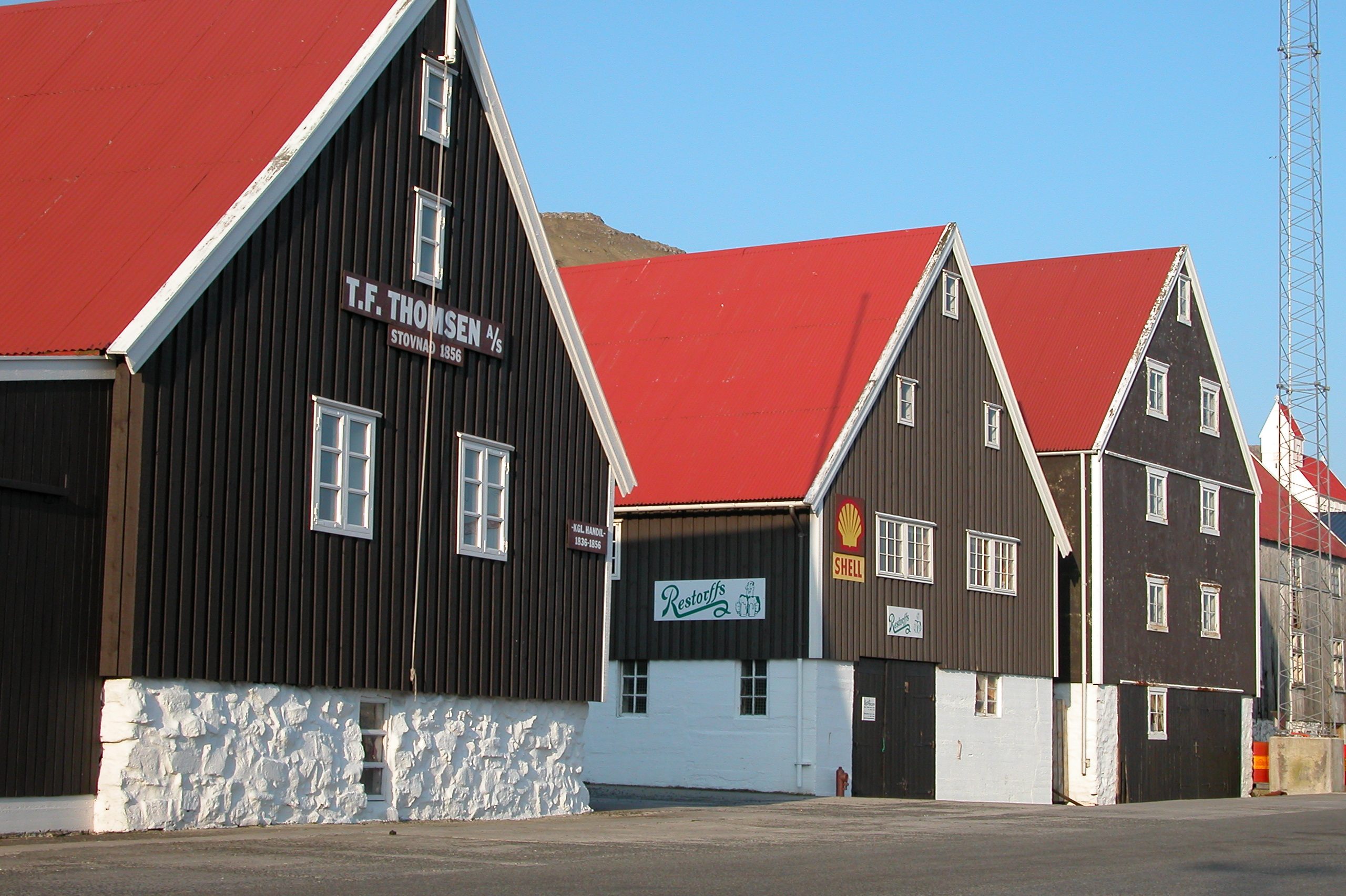
Raktárházak

A központban, a kikötő fölött található a Hotel Tvøroyri. A kettő között egy lapos kövekkel burkolt tér található, ahol korábban a halakat szárították a napon. A körülötte álló régi házakat a királyi kereskedelmi monopólium építtette.
A kikötő fölötti területen egy múzeum is található.

## Kultúra
Minden páratlan évben itt rendezik meg a Jóansøka nevű fesztivált; a páros években Vágur a házigazda. Ez a júniusban tartott sport-, kulturális és zenei fesztivál Suðuroy legfontosabb eseménye.

## Sport
A település labdarúgócsapata a TB Tvøroyri, amely hazai mérkőzéseit a Sevmýri stadionban játssza.
Itt is tart edzéseket a váguri központtal működő Suðuroyar Svimjifelag, Feröer egyik úszóegyesülete.

## Személyek
- Itt élt és halt meg Kristian Djurhuus (1895–1984), politikus, egykori miniszterelnök
- Itt dolgozott tanárként Peter Mohr Dam (1898–1968), politikus, egykori feröeri miniszterelnök
- Itt született Atli Pætursson Dam (1932–2005), politikus, egykori feröeri miniszterelnök
- Itt született Jóannes Eidesgaard (1951–), politikus, egykori feröeri miniszterelnök